# Reformator
De protestantiske reformatorer, eller blot kaldet reformatorer, er de teologer, præster og statsmænd hvis karrierer, indflydelser og handlinger medvirkede til Den Protestantiske Reformation i det sekstende århundrede. Historisk set, var "Protestant" den betegnelse der blev givet de teologer m.m. der var til stede til et møde i det romerske kejserlige parlament i Speyer i 1529, der protesterede mod tilbagekaldelsen af den lov, der tillod Martin Luther og hans følgere at dyrke deres tro.
Betydningen af betegnelsen "Protestant" blev større og mere vagt defineret, indtil den dækkede over alle vestlige kristne, som ikke var under den Romersk-katolske kirke (med undtagelse af Anabaptister og andre radikale reformatorer). Dette reflekteredes i den stadig større spredning af den Protestantiske Reformation i Europa.
Skabelsen af trosretninger som Lutheranisme, Anglikanisme, Calvinisme og Arminianisme.
I dag er alle andre kristlige trosretninger end den Romersk Katolske og den Den ortodokse kirke almindelig kendt som protestantisk Kristendom.

## Nogle kendte reformatorer
- Jan Hus – Tjekkiet (1371-1415)
- Martin Luther – Tysk-romerske rige (1483-1546)
- Huldrych Zwingli – Schweiz (1484-1531)
- Thomas Cranmer – England (1489-1556)
- Martin Bucer – Tysk-romerske rige (1491-1551)
- Philipp Melanchthon – Tysk-romerske rige (1494-1560)
- Hans Tausen – Danmark (1494-1561)
- Michael Agricola – Finland (1507-1557)
- Jean Calvin – Frankrig (1509-1564)